# Río Ivirgarzama
Der Rio Ivirgarzama (auch: Río Ivirgarsama) ist ein linker Nebenfluss des Río Ichilo, der über den Río Mamoré und den Rio Madeira dem Amazonas zufließt. Er ist ein bolivianischer Fluss am Fuß der östlichen Anden-Kordilleren in Südamerika.

## Verlauf
Der Río Ivirgarzama entspringt im Nationalpark Carrasco in der Provinz Carrasco im Departamento Cochabamba auf einer Höhe von 1028 m an den Nordosthängen der Serranía de Iniricarsama nahe der Ortschaft Villa Verde.
Der Fluss liegt in seiner gesamten Länge von 102 Kilometern innerhalb des Municipio Puerto Villarroel und fließt weitgehend in nordöstlicher Richtung. Er erreicht nach einem Drittel seines Laufweges die Stadt Ivirgarzama und liegt hier bereits auf fast der gleichen Höhe wie bei seiner Mündung; auf den restlichen 68 Kilometern mäandriert der Río Ivirgarzama sehr stark, die Flussbreite auf dieser Strecke variiert zwischen 25 und 50 Metern, bevor er wenige Kilometer nördlich der Stadt Puerto Villarroel in den Río Ichilo mündet.